# Кальюб
Калью́б (араб. قليوب‎) — город в Египте, расположен в губернаторстве Кальюбия, по имени города название получило всё губернаторство. Находится к северу от Каира, на самом юге дельты Нила. Население 108 860 жителей (2006).
Название города происходит от греческого имени Каллиопа (греч. Καλλιόπη).
Кальюб является торговым центром для большого сельскохозяйственного района. Здесь находится типография газеты Аль-Ахрам. Говорят, что она была построена с использованием материалов из древнего Гелиополя, расположенного в нескольких километрах.
13 февраля 2005 в Кальюбе прошла массовая политическая забастовка с требованием льгот и приватизации Кальюбской прядильной компании.
В августе 2006 в Кальюбе произошла крупная железнодорожная катастрофа, в которой погибли 58 человек.

## Район
Кальюб также является центром района с населением 400 269 человек (2002). Площадь района 1158,7 км².